# Синтомитё (станция, Токио)
Станция Синтомитё (яп. 新富町駅 синтомитё: эки) — железнодорожная станция на линии Юракутё расположенная в специальном районе Тюо, Токио. Станция обозначена номером Y-20. Была открыта 27 марта 1980 года. На станции установлены автоматические платформенные ворота.

## Планировка станции
Две платформы бокового типа и 2 пути.
| 1 | ○ Линия Юракутё | Цукисима, Тоёсу, Син-Киба                                |
| 2 | ○ Линия Юракутё | Юракутё, Иидабаси, Икэбукуро, Вакоси, Синрин-Коэн, Ханно |

## Близлежащие станции
| «             |  | Линия         |  | »        |
| ------------- |  | ------------- |  | -------- |
| Гиндза-Иттёмэ |  | Линия Юракутё |  | Цукисима |